# Čičevci
Čičevci (en serbe cyrillique : Чичевци) est un village de Bosnie-Herzégovine. Il est situé dans la municipalité de Srebrenica et dans la république serbe de Bosnie. Selon les premiers résultats du recensement bosnien de 2013, il compte 106 habitants.
Čičevci est également connu sous le nom de Čičevac.

## Démographie

### Répartition de la population par nationalités (1991)
En 1991, le village comptait 241 habitants, répartis de la manière suivante :